# جراند سينترال للنشر
جراند سينترال للنشر (بالإنجليزية: Grand Central Publishing)‏ هي شركة نشر أمريكية وهي قسم من مجموعة مجموعة كتاب هاشيت. ظهرت جراند سينترال للنشر، المعروفة سابقًا باسم كتب وارنر، في مارس 2006 بعد أن باعت تايم وارنر مجموعة كتب تايم وارنر إلى كتب هاشيت.   

## روابط خارجية
- الموقع الرسمي